# Diocesi di Tunnuna
La diocesi di Tunnuna (in latino Dioecesis Tunnunensis) è una sede soppressa e sede titolare della Chiesa cattolica.

## Storia
Tunnuna, nell'odierna Tunisia, è un'antica sede episcopale della provincia romana dell'Africa Proconsolare, suffraganea dell'arcidiocesi di Cartagine.
Sono tre i vescovi attribuiti a questa diocesi. Cresconio assistette al sinodo riunito a Cartagine dal re vandalo Unerico nel 484, in seguito al quale venne esiliato. Optato intervenne al concilio cartaginese del 525. Si ricorda in modo particolare Vittore, che scrisse una cronaca della storia del mondo dalla creazione al 566, di cui è rimasta la parte dall'anno 444; di lui scrive Isidoro di Siviglia nel suo De viris Illustribus.
Dal 1933 Tunnuna è annoverata tra le sedi vescovili titolari della Chiesa cattolica; dal 2 marzo 2017 il vescovo titolare è Matthäus Karrer, vescovo ausiliare di Rottenburg-Stoccarda.

## Cronotassi

### Vescovi
- Cresconio † (menzionato nel 484)
- Optato † (menzionato nel 525)
- Vittore † (menzionato nel 565)

### Vescovi titolari
- George John Rehring † (25 febbraio 1967 - 31 dicembre 1970 dimesso)
- Urbano José Allgayer † (5 febbraio 1974 - 4 febbraio 1982 nominato vescovo di Passo Fundo)
- Osvaldo Giuntini (25 giugno 1982 - 30 aprile 1987 nominato vescovo coadiutore di Marília)
- Narbal da Costa Stencel † (30 ottobre 1987 - 31 gennaio 2003 deceduto)
- Edney Gouvêa Mattoso (12 gennaio 2005 - 20 gennaio 2010 nominato vescovo di Nova Friburgo)
- Johannes Wilhelmus Maria Liesen (15 luglio 2010 - 26 novembre 2011 nominato vescovo di Breda)
- Stephen Robson (8 maggio 2012 - 11 dicembre 2013 nominato vescovo di Dunkeld)
- Matthäus Karrer, dal 2 marzo 2017